# Kalendarium historii Kalisza
Kalendarium historii Kalisza

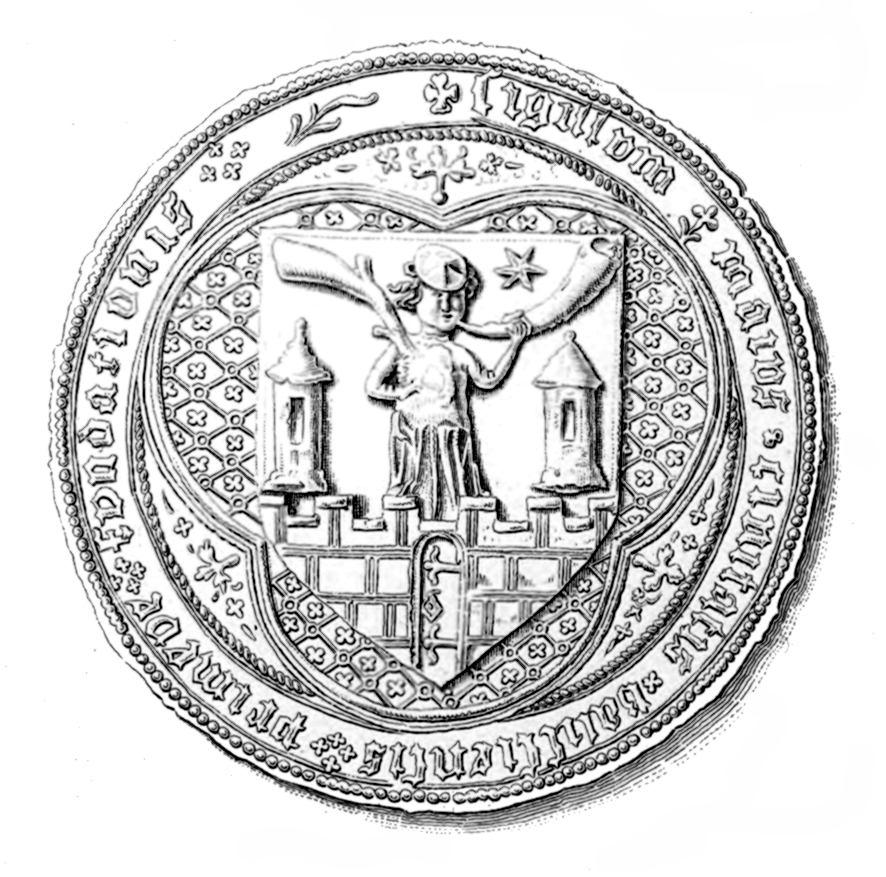
Pieczęć miejska Kalisza z XV w.

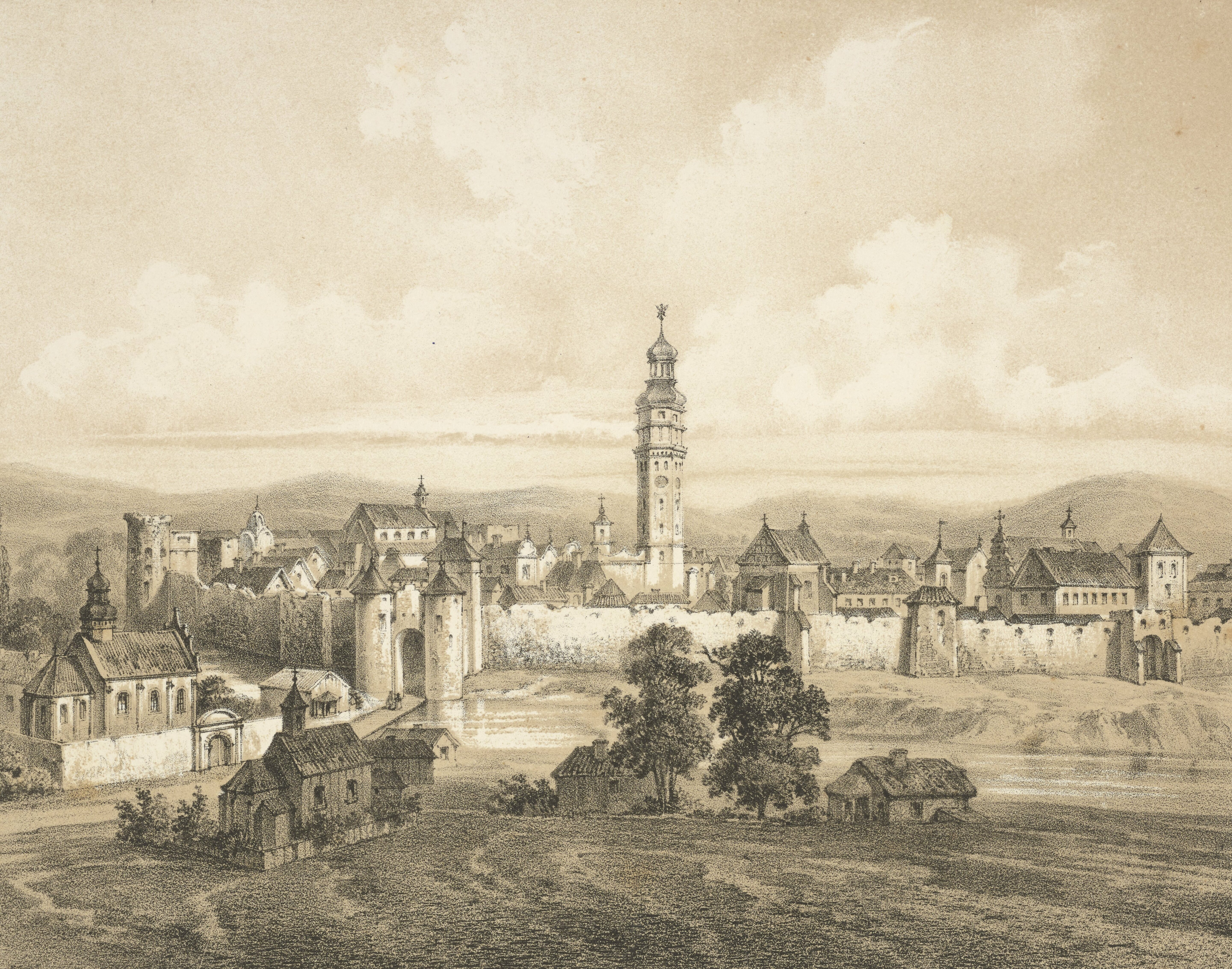
Widok Kalisza w XVIII w.

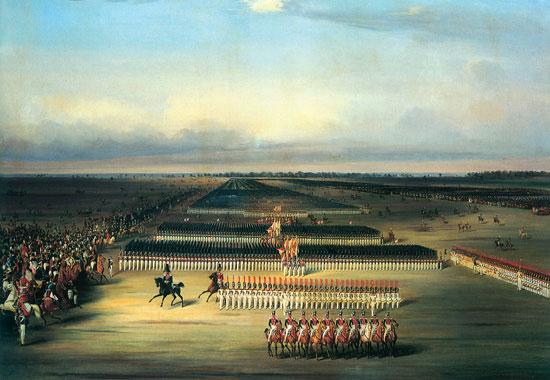
Wspólne manewry wojsk pruskich i rosyjskich w Kaliszu w 1835

- 158 – wzmiankowanie przez Klaudiusza Ptolemeusza miejscowości Kalisia, utożsamianej przez część historyków i archeologów z Kaliszem[1][2][3][4].
- 850–860 – wzniesiono pierwszy gród na Zawodziu[5].
- X w. – przypuszczalna rozbudowa grodu na Zawodziu (Starym Mieście).
- 1106 – Bolesław III Krzywousty opanowuje gród kaliski.
- 1136 – Kalisz jest siedzibą kasztelana.
- 1139 – żydowskie osadnictwo w Kaliszu[6].
- 1181 – książę Mieszko III Stary objął we władanie księstwo kaliskie.
- 1191 – książę Mieszko Młodszy objął we władanie księstwo kaliskie.
- 1193 – 2 sierpnia zmarł książę Mieszko Młodszy, został pochowany w kolegiacie św. Pawła Apostoła.
- 1229 – nieudane oblężenie Rusinów wspomagających Konrada I mazowieckiego.
- ok. 1257 – Bolesław Pobożny nadał Kaliszowi przywilej lokacyjny na prawie średzkim.
- 1264 – 16 sierpnia książę Bolesław Pobożny wydał statut kaliski, prawo dla Żydów w księstwie kaliskim i księstwie poznańskim.
- 1282 – Przemysł II potwierdził akt nadania praw miejskich.
- 1306 – miał miejsce najazd litewski[7].
- 1314 – Władysław I Łokietek uczynił z miasta stolicę wcielonej do Korony ziemi kaliskiej.
- 1343 – 8 lipca król Kazimierz III Wielki zawarł z zakonem krzyżackim pokój kaliski.
- 1376 – 17 września zmarł w Kaliszu arcybiskup Jarosław z Bogorii i Skotnik.
- 1426 – miasto ma okazały ratusz z wysoką wieżą.
- 1467 – 14 maja na Rynku został ścięty kasztelan nakielski Włodko z Danaborza.
- 1537 – 20 lipca wybuchł pożar, który pochłonął miasto w murach i skrzydło zachodnie zamku królewskiego; ze względu na ogromne zniszczenia król Zygmunt I Stary zwolnił miasto z obowiązku płacenia podatków na 20 lat.
- 1574 – sprowadzenie do Kalisza jezuitów przez prymasa Karnkowskiego.
- 1584 – powstało kolegium jezuickie.
- 1593 – 29 marca z fundacji prymasa Stanisława Karnkowskiego erygowano pierwsze seminarium duchowne w Kaliszu.
- 1603 – 8 czerwca w Łowiczu zmarł prymas Stanisław Karnkowski, został pochowany w kościele św. Wojciecha i św. Stanisława Biskupa.
- 1613 - do Kalisza przybył astronom Karol Malapert[8].
- 1673 – początek kultu św. Józefa kaliskiego.
- 1706 – 29 października stoczono bitwę pod Kaliszem.
- 1792 - wielki pożar zniszczył prawie całe miasto, m.in. ratusz i zamek.
- 1793 – w wyniku II rozbioru Polski Kalisz zostaje zagarnięty przez Prusy.
- 1801 - zbudowano teatr, w którym występował zespół Wojciecha Bogusławskiego.
- 1805 – 1 sierpnia ukazał się pierwszy numer tygodnika „Kronika Miasta Kalisz”.
- 1806 – 9 listopada kaliszanie na czele z gen. Pawłem Skórzewskim i kpt. Kacprem Miaskowskim oswobodzili swoje miasto spod pruskiego panowania[9]
- 1807–1815 – Kalisz był stolicą departamentu w Księstwie Warszawskim, prefektem został Antoni Garczyński[10].
- 1807 – założono Cmentarz Miejski.
- 1813 – 13 lutego stoczono bitwę pod Kaliszem; Imperium Rosyjskie zajęło Kalisz i całe terytorium Księstwa Warszawskiego[11].
- 1813 – 28 lutego Imperium Rosyjskie i Królestwo Prus zawarły traktat kaliski, sojusz polityczno-militarny przeciwko I Cesarstwu Francuskiemu[12].
- 1815–1919 - Kalisz był stolicą województwa kaliskiego, a od 1837 guberni kaliskiej w Królestwie Polskim[13]; od połowy XIX w. szybki rozwój przemysłu lekkiego.
- 1816 – do Kalisza przybywają pierwsi sukiennicy[14].
- 1818 – 30 czerwca papież Pius VII erygował diecezją kaliską, tzw. „kujawsko-kaliską”.
- 1819 – zbudowano szpital św. Trójcy i Szkołę Wojewódzką.
- 1825 – powstanie Kaliskiego Towarzystwa Dobroczynności[15].
- 1830 – 5 grudnia ukazał się pierwszy numer „Dziennika Wielkopolskiego”[16].
- 1831 – 6 listopada przedstawiciele stronnictwa kaliszan założyli w Paryżu Komitet Tymczasowy Emigracji Polskiej, pierwsze ugrupowanie polityczne Wielkiej Emigracji[17].
- 1835 – odbyły się wielkie manewry wojsk pruskich i rosyjskich dla upamiętnienia zawarcia traktatu kaliskiego (1813)[12].

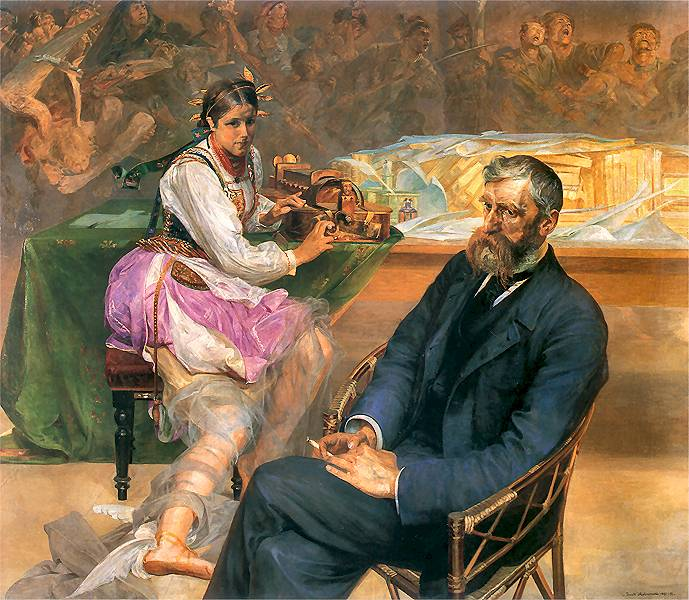
Jacek Malczewski, Portret Adama Asnyka z Muzą, 1894–1897

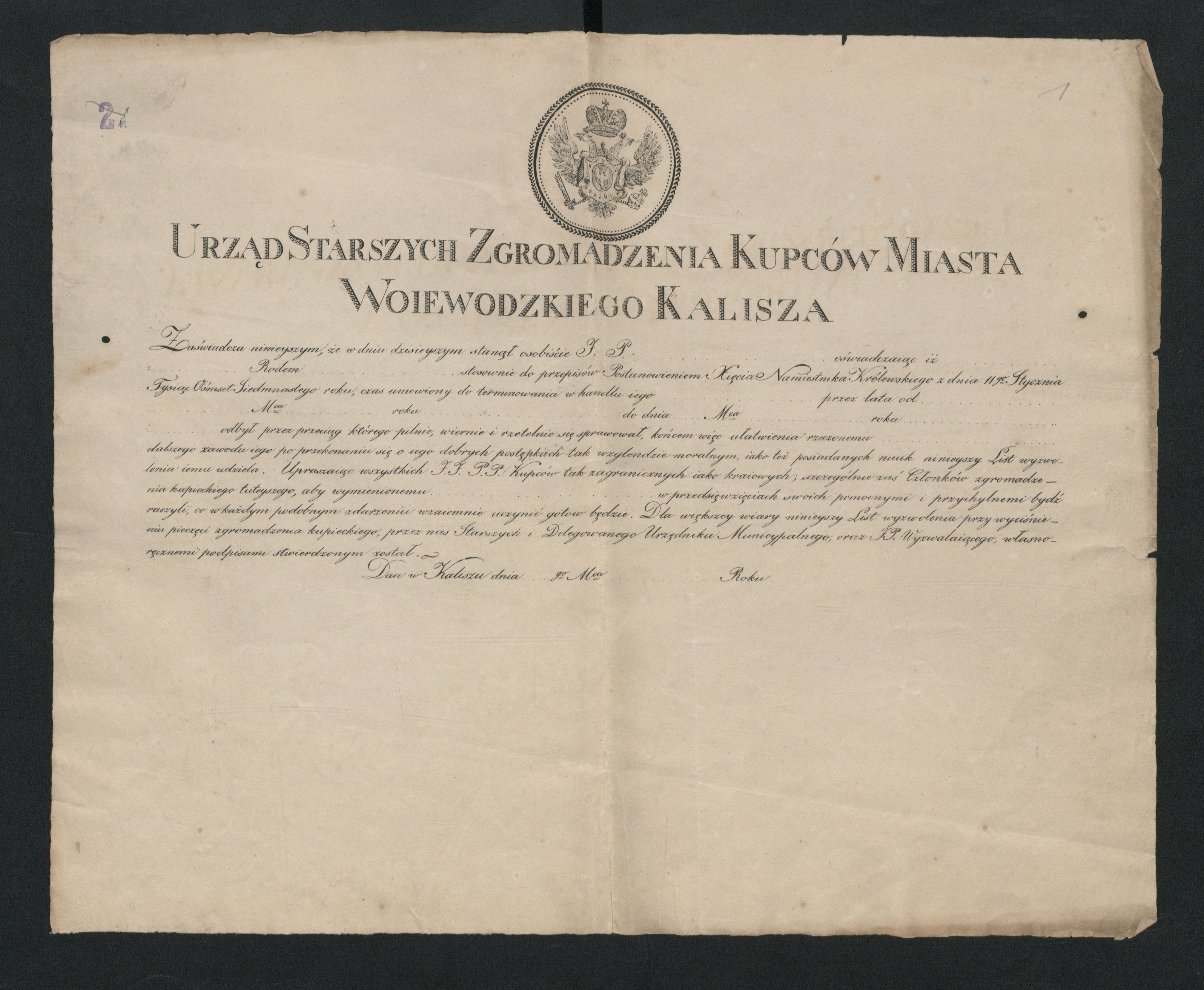
Druk ozdobny Zgromadzenia Kupcow miasta Kalisza ok. 1900 (miejsce przechowywania: Archiwum Państwowe w Poznaniu)

- 1838 – 11 września 1838 urodził się Adam Asnyk.
- 1861 – 14 kwietnia urodził się Stefan Szolc-Rogoziński.
- 1867 – 1 stycznia gubernatorem ponownie utworzonej guberni kaliskiej został książę Aleksandr Szczerbatow, wicegubernatorem został Pawieł Rybnikow[18].
- 1870 – ukazał się pierwszy numer dziennika „Kaliszanin”.
- 1877 – 7 czerwca zawiązało się Kaliskie Towarzystwo Lekarskie[19].
- 1879 – w urzędzie pocztowym na ul. Warszawskiej (obecnie ul. Zamkowa) zainstalowano pierwsze w Polsce skrytki pocztowe[20].
- 1883 - gubernatorem guberni kaliskiej został Michaił Pietrowicz Daragan, za czasów którego nastąpił rozkwit miasta[21].
- 1890 – ukończono budowę nowego gmachu ratusza.
- 1892 – ukazał się pierwszy numer dziennika „Gazeta Kaliska”.
- 1892 – 13 sierpnia zawiązało się Kaliskie Towarzystwo Cyklistów.[22]
- 1900 – ukończono budowę nowego gmachu Teatru Miejskiego.
- 1902 – 15 listopada uruchomiono Kolej Warszawsko-Kaliską.
- 1907 – 22 lutego powołano miejscowy oddział Polskiego Towarzystwa Krajoznawczego[23]; – powstała fabryka włókiennicza „Bracia Miller”, która w 1913 została przekształcona w „Towarzystwo Akcyjne Kaliskiej Pluszowej i Aksamitnej Manufaktury”[24].
- 1914 – wojska niemieckie zburzyły miasto, z 68 tys. mieszkańców pozostało około 5 tys.
- 1916 – 5 listopada ukazał się pierwszy od czasu zburzenia miasta numer „Gazety Kaliskiej”
- 1918–1939 – Kalisz był miastem powiatowym.
- 1918 – 10 listopada utworzono Sztab Wojskowy Ziemi Kaliskiej, który rozpoczął przygotowania do walki o wyzwolenie Prowincji Poznańskiej.
- 1919 - 12 marca - dochodzi w mieście do antysemickich ekscesów. Dla wyjaśnienia przebiegu zajść do miasta przybywa minister spraw wewnętrznych Stanisław Wojciechowski[25].
- 1919 – 27 maja na dworcu kolei warszawsko-kaliskiej gen. Józef Dowbor-Muśnicki przekazał Armię Wielkopolską a gen. Józef Haller przekazał Armię Błękitną Naczelnemu Dowództwu Wojska Polskiego; – powołano miejscowe koło Towarzystwa Opieki nad Zabytkami Przeszłości.
- 1925 – otwarcie nowego gmachu ratusza, odbudowa miasta.
- 1939 – 1 stycznia Kalisz zajmował powierzchnię 2 413 ha i liczył 81 052 mieszkańców[26].

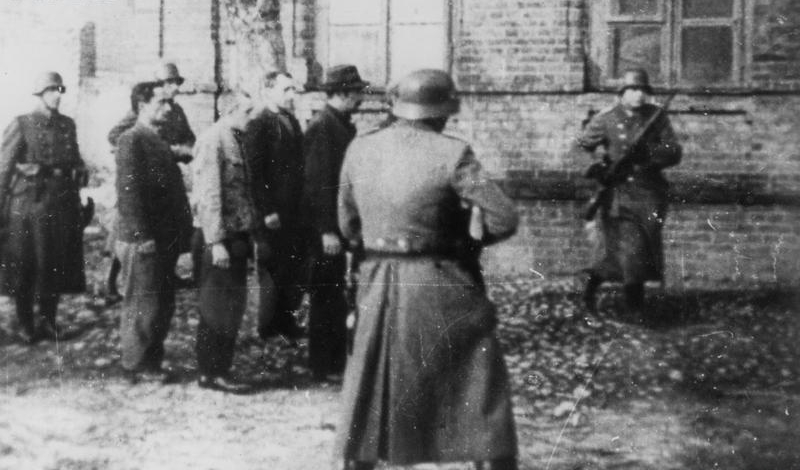
Egzekucja Polaków przez Niemców podczas II wojny światowej pod Kaliszem

- 1939–1945 - okupacja hitlerowska; zagłada ludności żydowskiej (ok. 30 tys.)[27], masowe represje i wysiedlenia powodują spadek ludności do 43 tys. osób.
- 1945 - 23 stycznia zakończenie niemieckiej okupacji, wkroczenie jednostek Armii Czerwonej do Kalisza. Dnia 27 lub 28 stycznia zmarł pułkownik Iwan Dawydenko, zastępca dowódcy 222 Dywizji Piechoty Armii Czerwonej, który miał być kilka dni wcześniej postrzelony przez niemieckiego snajpera[28].
- 1945–1975 – ponownie Kalisz zostaje miastem powiatowym.
- 1948 – uruchomienie stałej komunikacji miejskiej.
- 1950 – uruchomiono produkcję pianin "Calisia" w Fabryce Fortepianów i Pianin w Kaliszu[29]
- 1954 – powstała miejscowa Stacja Archeologiczna Instytutu Historii Kultury Materialnej Polskiej Akademii Nauk.
- 1955 – 17 października powołano miejscowy oddział Polskiego Towarzystwa Historycznego.
- 1956 – piłkarze Calisii grają w półfinale Pucharu Polski.
- 1957 – 22 czerwca ukazał się pierwszy numer tygodnika „Ziemia Kaliska”.
- 1957–1961 – piłkarska drużyna Calisii grała w II lidze.
- 1960 – uroczyście obchodzono 1800-lecie Kalisza, licząc historię miasta od wzmianki o miejscowości Kalisia w dziele Ptolemeusza. W uroczystościach uczestniczyli przedstawiciele władz centralnych oraz postacie świata kultury, m.in. Maria Dąbrowska i Jan Parandowski. Wybito pamiątkowe medale i wydano trzytomową pracę zbiorową "Osiemnaście wieków Kalisza".
- 1961 – odbyły się I Kaliskie Spotkania Teatralne[30].
- 1968 – ukazał się pierwszy tom „Rocznika Kaliskiego”.
- 1974 – powstała Filharmonia Kaliska.
- 1975 – 1 czerwca utworzono województwo kaliskie; – 22 września w kinie „Oaza” odbyła się prapremiera filmu Noce i dnie.
- 1977 – 20 grudnia powołano miejscowy oddział Towarzystwa Przyjaciół Książki.
- 1978 – 11 maja odsłonięto pomnik Książki.
- 1984 – rozpoczęcie działalności filii Uniwersytetu im. Adama Mickiewicza w Poznaniu (obecny Wydział Pedagogiczno-Artystyczny oraz kilka innych instytutów).
- 1985 – oddanie do użytku nowoczesnego 11-piętrowego szpitala przy ul. Poznańskiej.
- 1987 – 14 listopada założono Kaliskie Towarzystwo Przyjaciół Nauk.
- 1991 – ustanowienie święta miasta - 11 czerwca (na pamiątkę potwierdzenia przez Przemysła II praw miejskich).
- 1992 – 25 marca papież Jan Paweł II erygował diecezją kaliską.
- 1997 – 4 czerwca wizyta Jana Pawła II w Kaliszu.
- 1997 – siatkarki Augusto Kalisz zdobywają po raz pierwszy mistrzostwo Polski; sukces powtórzą w latach 1998 (Augusto) oraz 2005 i 2007 (Winiary Kalisz). Ponadto siatkarki Augusto zdobyły Puchar Polski w latach 1996, 1998 i 1999, a Winiary w roku 2007.
- 1999 – 1 stycznia utworzono województwo wielkopolskie; – 15 lipca utworzono Państwową Wyższą Szkołę Zawodową im. Prezydenta Stanisława Wojciechowskiego w Kaliszu[31].
- 2000 – Kalisz otrzymał nagrodę premiera rządu RP i nagrodę w konkursie Związku Miast Polskich „Innowacje w miastach”.
- 2001 – 18 marca zostało założone Stowarzyszenie Kolejowych Przewozów Lokalnych.
- 2004 – Kalisz miał ok. 70 km² powierzchni i liczył prawie 110 tys. mieszkańców, był drugim pod względem wielkości miastem w województwie wielkopolskim.
- 2007 – Kalisz obchodził jubileusz 750-lecia lokacji miasta.
- 2009 – powołano miejscowy oddział Towarzystwa Opieki nad Zabytkami.
- 2016 – 16 grudnia powstał Wielkopolski Oddział Związku Literatów Polskich w Kaliszu; pierwszym prezesem oddziału została Urszula Zybura[32].